# Tachymenis attenuata
Tachymenis attenuata là một loài rắn trong họ Rắn nước. Loài này được Walker mô tả khoa học đầu tiên năm 1945.